# كيوبينين
الكوبينين هي مجموعة من الببتيدات الخلوية الصغيرة من سم العنكبوت المتجول كوبينيوس سالي. من المعروف أن لديهم أنشطة عالية للجراثيم ومبيدات الحشرات وانحلال الدم. إنها ببتيدات كيميائية α هضبية. تم عزلهم وتحديد هويتهم في عام 2002 كعائلة من الببتيدات تسمى كوبينين 1. تم تحديد التسلسل من خلال عملية تسمى تحلل إدمان، وتتكون الأسرة من كوبينين 1أ، كوبينين 1ب، كوبينين 1ج، وكوبينين 1د. تم الحصول على تسلسل الأحماض الأمينية للكوبينين 1ب و ج و د من خلال مزيج من تحليل التسلسل والقياسات الطيفية الكتلية لرسم خرائط الببتيد التربيتية المقارنة. على الرغم من أنها ليست سمومًا قوية، إلا أنها تعزز تأثير سم العنكبوت من خلال تعزيز مكونات السم الأخرى بشكل تآزري، مثل، مثل كستكس.

## خاصية كيميائية
تتكون جميع الكوبيينات من 35 بقايا من الأحماض الأمينية وتتميز بمنطقة سلسلة ن طرفية أكثر كراهية للماء ومحطة ج تتكون بشكل تفضيلي من البقايا القطبية والشحنة. ميزتهم المميزة هي عدم وجود السيستين. وعلى أساس غياب أو وجود البرولين، تنقسم الكوبيينات إلى عائلتين كوبيينين 1 الأسرة وكوبيينين 2 الأسرة.

### عائلة كوبينين 1
عائلة كوبينين 1 هي المجموعة الأكثر شهرة ، وتتكون من أربعة ببتيدات على الأقل ، مثل كوبينين 1 أ و 1 ب و 1 ج و 1 د. كوبينين 1 أ (م-كتينيتوكسين-سي إس 1 أ)هو الأكثر وفرة وله كتلة جزيئية تبلغ 3798.63 دا. كوبينين 1 ب أقل وفرة ويبلغ حجمه 3800.25 دا. الكوبينين 1 ج (3769.75 د) و 1 د (3795.13) بتركيزات منخفضة للغاية. هذه الببتيدات شديدة الكاتيونية ، وتتكون من أحماض أمينية مماثلة، ولكنها مختلفة في النهايات الطرفية ن و ج. تتميز محطة ن الكارهة للماء بستة تكرارات لأربعة أحماض أمينية ، والتي تكون في تسلسل محفوظ: الموضع 1 دائما ليسين؛ الموضع 2 متغير ؛ الموضع 3 هو دائما حمض أميني كاره للماء أو الجلايسين، وفي الموضع 4 إما ألانين أو فالين. جميع الأعضاء لديهم نشاط مضاد للجراثيم عالية ضد إيجابية الجرام وكذلك البكتيريا سالبة الجرام في نطاق تركيز 0.16 إلى 5 ملم. كما أنها تظهر نشاط التحلل الخلوي بين 14.5-24.4 ملم على الإنسان كريات الدم الحمراء. لديهم أيضا أنتيبروتوزوال النشاط ضد المثقبية الكروزية و طفيلي الملاريا. فهي مبيدات الحشرات ، ولكن ليست قوية مثل سيستكس-1 ، الببتيد آخر من نفس السم. يتم تعديل هذه الخصائص من قبل ن-تيرمينوس.

### عائلة كوبينين 2
عائلة كوبينين 2 أقل فهما جيدا ، ولكنها تضم أيضا أربعة ببتيدات على الأقل. في الواقع ، تم اكتشاف أفراد هذه العائلة في وقت سابق من عام 1994 كعضو في الببتيدات كستكس. عند اكتشاف عائلة كوبينين 1 ، ستكس-3 ، -4 ، -5 ، و -6 يتم إعادة تصنيفها على أنها كوبينين. هذا بسبب أوجه التشابه الكيميائية الأساسية، مثل بقايا الأحماض الأمينية. تتميز بوجود برولين واحد على الأقل. كوبينين 2 أ هو أفضل درس. لديها كتلة جزيئية من 3701.05 دا ، ويظهر ضعفا في التحلل الخلوي والبكتيريا ومبيدات الحشرات.

## روابط خارجية
- يونيبروت
- كوبينين 1 أ في قاعدة بيانات علم السموم المقارنة
- كوبينين 1 د في قاعدة بيانات علم السموم المقارنة